# 北新川站
北新川站（日语：／ Kita shinkawa eki */?）是位於愛知縣碧南市久沓町，屬於名古屋鐵道（名鐵）的三河線車站。車站編號為MU08。

## 歷史
- 1914年（大正3年）2月5日 - 三河鐵道刈谷新站（現時為刈谷站）至碧南站開業，此站啟用[2]。
- 1941年（昭和16年）6月1日 - 三河鐵道合併至名古屋鐵道，成為名古屋鐵道三河線車站。
- 1947年（昭和22年）6月 - 車站重建[2]。
- 1977年（昭和52年）5月25日 - 結束貨物業務，側線2線與貨物月台撤走[2]。
- 1984年（昭和59年）3月16日 - 新設北新川變電站[3]。
- 2005年（平成17年）
  - 8月25日 - 引入車站集中管理系統，成為無人車站[2]。
  - 9月14日 - 車站可以使用交通儲值卡「Trans Pass（日语：トランパス (交通プリペイドカード)）」
- 2011年（平成23年）2月11日 - 車站可以使用「manaca」IC卡。
- 2012年（平成24年）2月29日 - 交通儲值卡「Trans Pass（日语：トランパス (交通プリペイドカード)）」的服務終止，此站也不可使用其儲值卡。

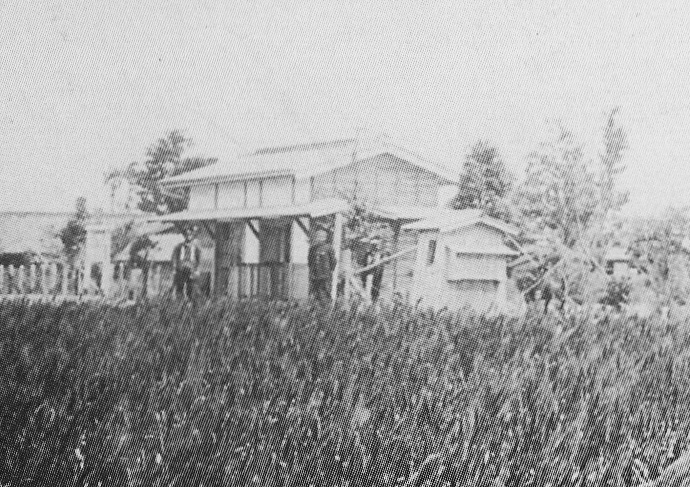
第一代站房 (1914年)

## 車站構造
本站是地面車站，月台配置為1面2線的島式月台。本站是引入車站集中管理系統（由知立站管理）的無人車站。
| 月台 | 路線           | 上下行 | 方向     |
| ---- | -------------- | ------ | -------- |
| 1    | 三河線（海線） | 上行   | 碧南方向 |
| 2    | 三河線（海線） | 下行   | 知立方向 |

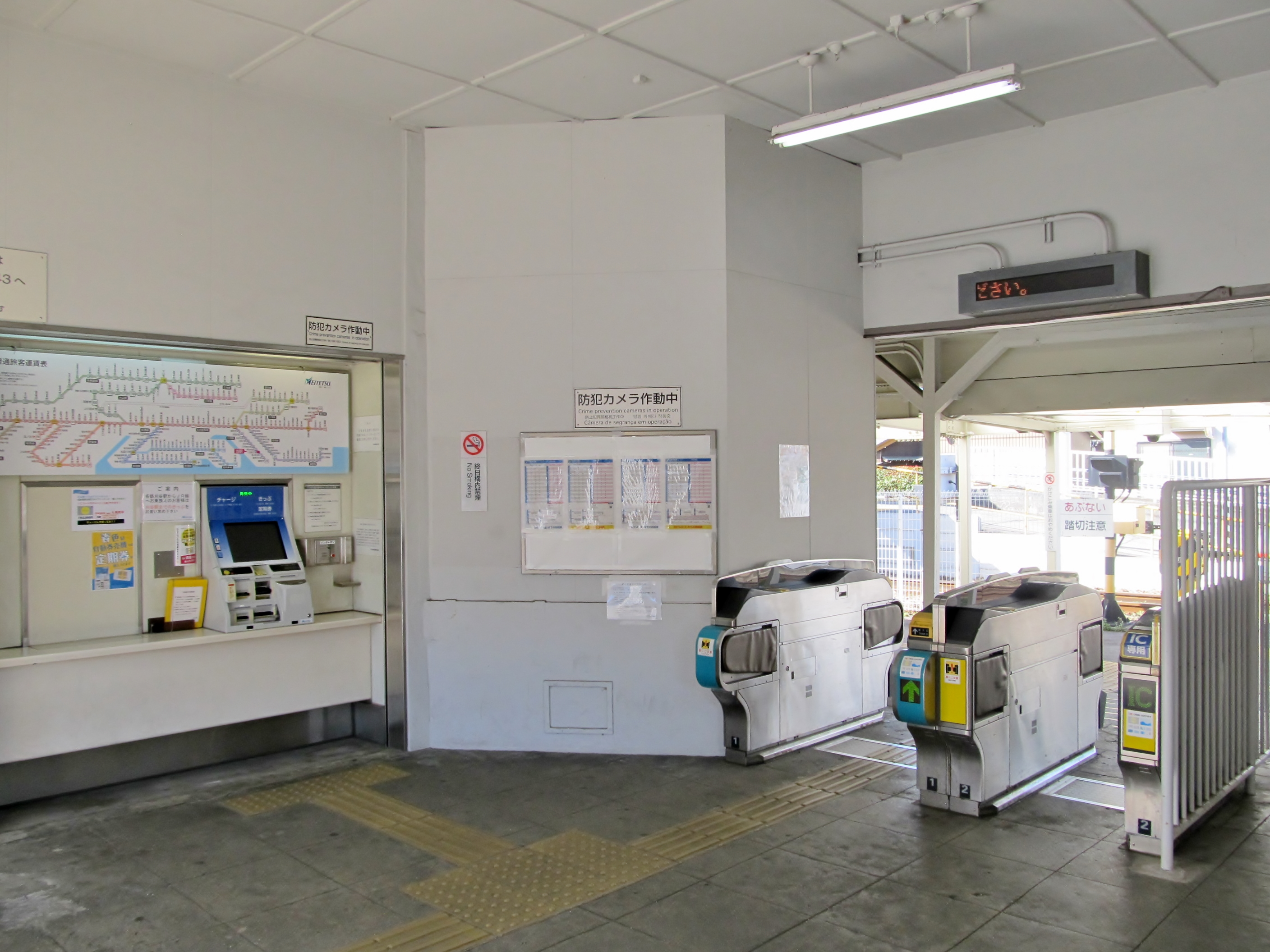
驗票閘口(2024年3月)
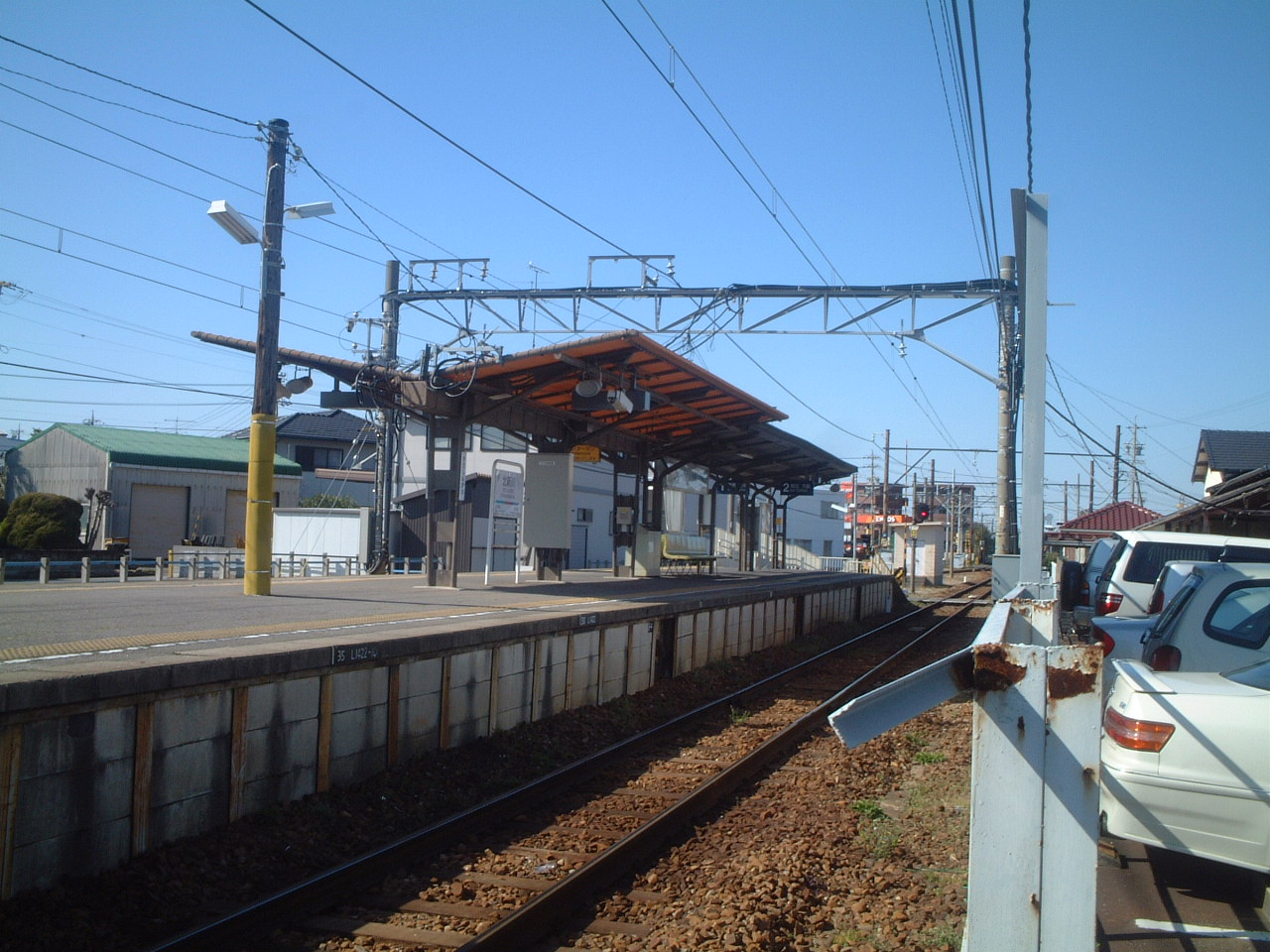
月台(2009年6月)
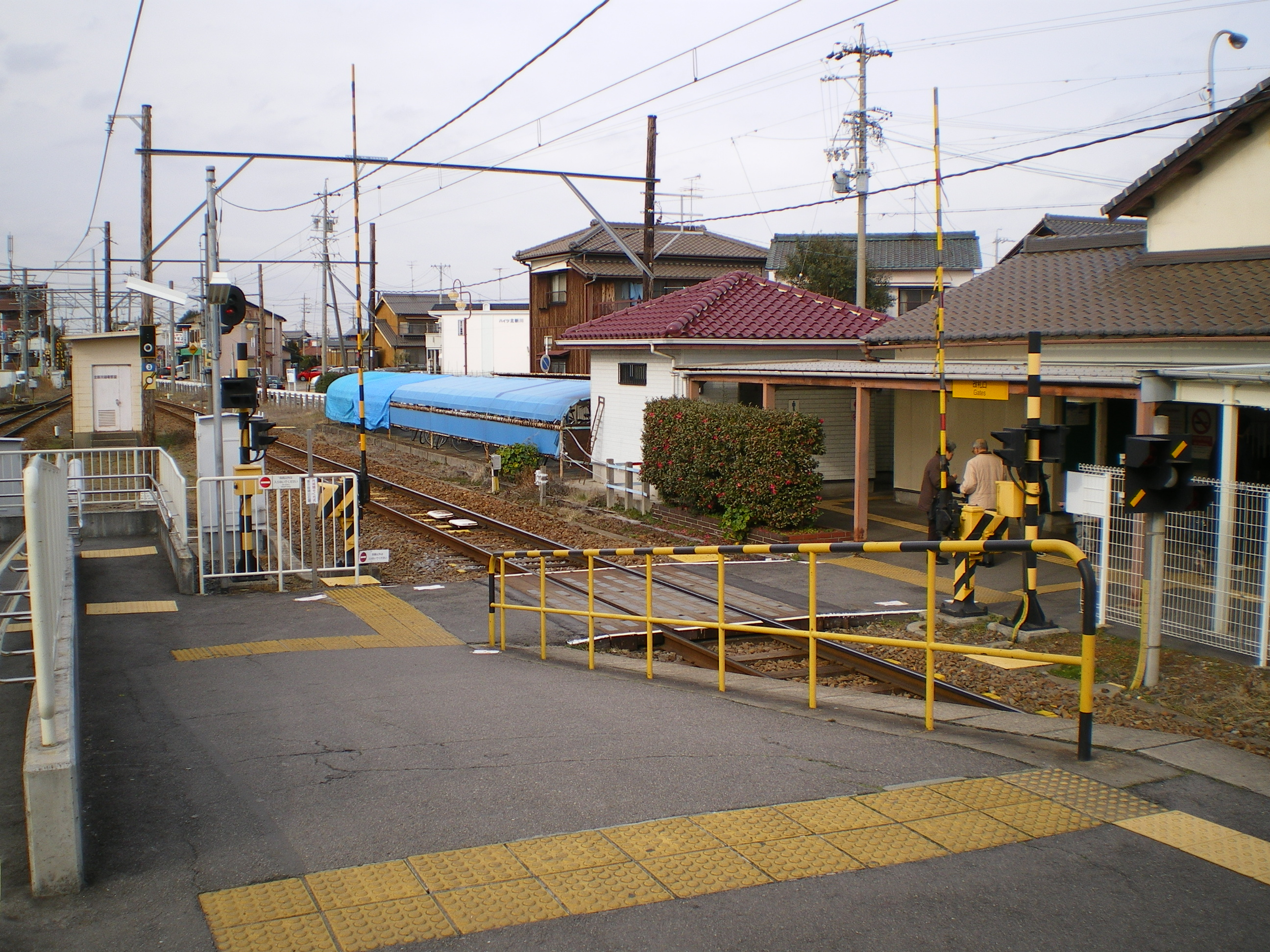
站內平交道(2010年4月)
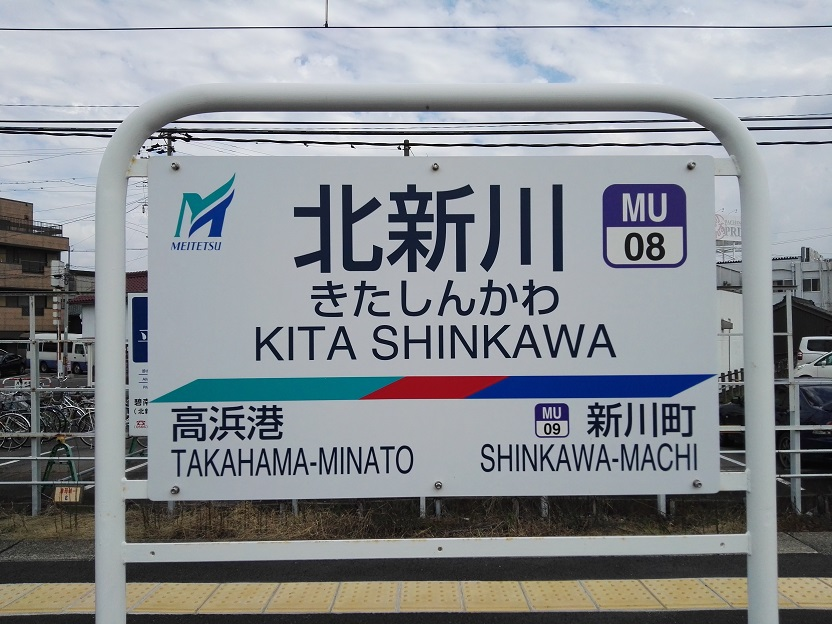
站名牌(2018年9月)

### 配線圖
| ← 刈谷、 知立方向 | 北新川站 站內配線略圖 | → 碧南方向 |
| 图例 参考文献：   |                       |            |

## 使用狀況
- 在中提及在2013年度，當時1日平均上下車人次為3,032人，為名鐵所有車站（275站）排名第141，三河線（23站）中排名第15[10]。
- 在中提及在1992年度，當時1日平均上下車人次為3,046人，為除岐阜市內線均一車費區間內各站（岐阜市內線、田神線、美濃町線徹明町站至琴塚站之間）外名鐵所有車站（342站）中排名第139，三河線（38站）排名第12[11]。
- 在愛知縣統計資料中，2006年度1日平均乘車人次為1,351人，2007年度1日平均乘車人次為1,378人。
- 在中，以下為近年1日平均上下車人次列表[12]。

| 年度               | 1日平均 上下車人次 |
| ------------------ | ------------------ |
| 2009年（平成21年） | 2,696              |
| 2010年（平成22年） | 2,715              |
| 2011年（平成23年） | 2,786              |
| 2012年（平成24年） | 2,934              |
| 2013年（平成25年） | 3,032              |
| 2014年（平成26年） | 2,987              |
| 2015年（平成27年） | 3,051              |
| 2016年（平成28年） | 3,072              |
| 2017年（平成29年） | 3,144              |
| 2018年（平成30年） | 3,144              |

## 車站周邊

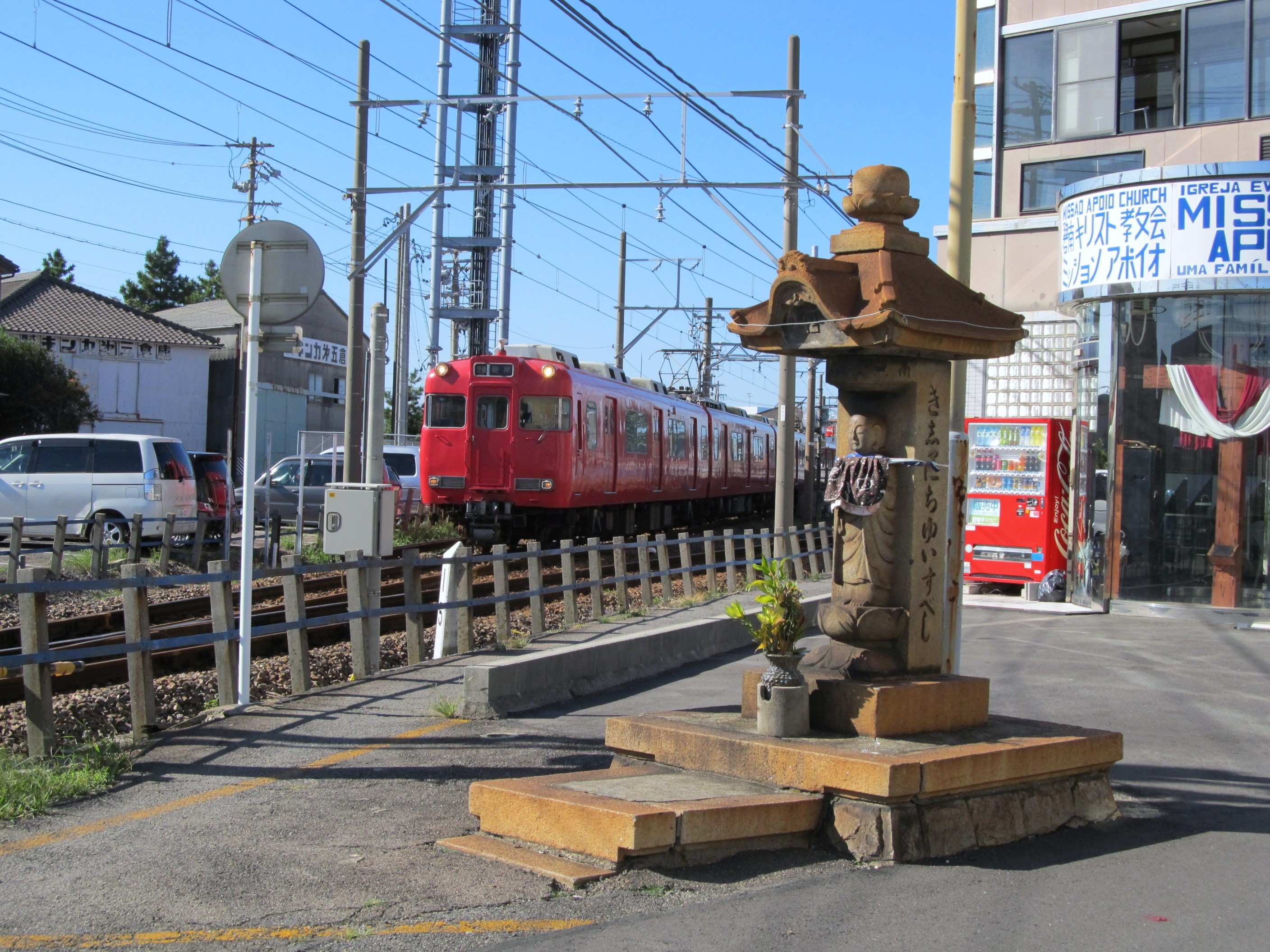
在北新川站南邊的新川町7號平交道還留下地藏尊標柱。標柱上刻有「き志ゃにちゆいすべし」「大正十五年八月建之」とある。

- 碧南市民圖書館（日语：碧南市民図書館）
- 碧南市藝術文化會堂（日语：碧南市芸術文化ホール）（翡翠廳劇院南）
- 愛知縣立碧南工業高等學校（日语：愛知県立碧南工業高等学校）
- 碧南市哲學體驗村無我苑（日语：碧南市哲学たいけん村無我苑）
- 油淵花菖蒲園
- 愛知燕交通（日语：愛知つばめ交通）碧南營業所
- 碧南市明石公園（日语：碧南市明石公園）

## 巴士路線
Kurukuru巴士 綠線/藍線
碧南市委託巴士公司運行的巴士服務。為市内巡回巴士並免費乘坐。

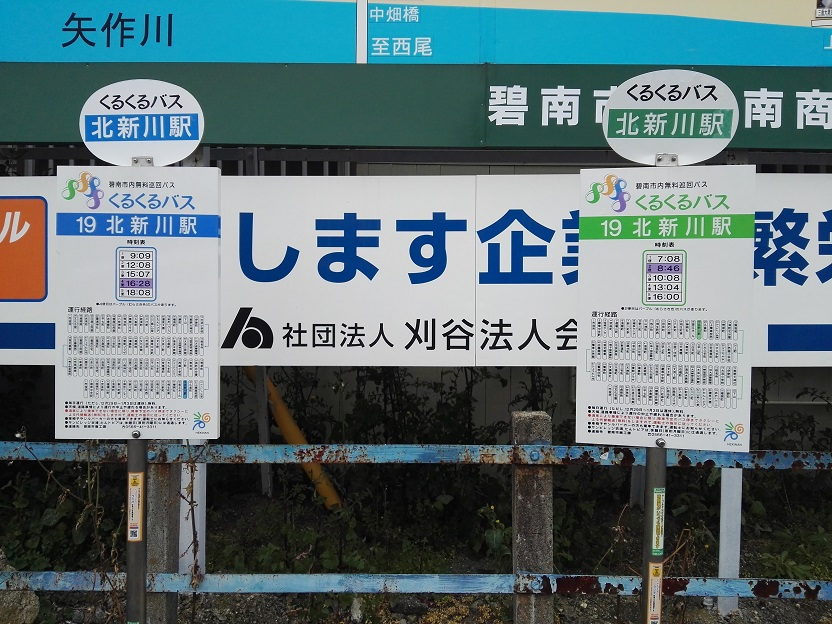
Kurukuru巴士 巴士站
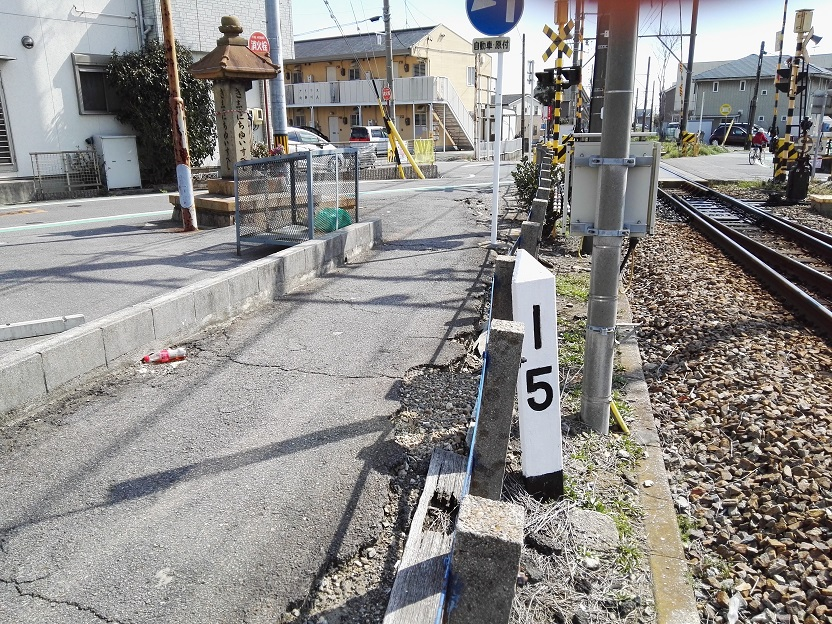
平交道安全地藏附近的15公里里程碑

## 相鄰車站
名古屋鐵道
 三河線（海線）
高濱港（MU07）－北新川（MU08）－新川町（MU09）

## 注腳

## 外部連結
- 北新川 - 名古屋鐵道